# Мирне (Рівненський район)
Ми́рне (до 1965 року — Печалівка) — село в Україні, у Малолюбашанській сільській територіальній громаді Рівненського району Рівненської області.

## Символіка
Герб: у зеленому полі золота підкова вухами додолу, над нею вліво летить срібний голуб.
Прапор: квадратне полотнище, що складається з трьох вертикальних смуг — жовтої, зеленої та жовтої (співвідношення їх ширин рівне 2:5:2), посередині зеленої смуги летить білий голуб, повернений до вільного краю. Голуб є втіленням миру і злагоди, вказує на назву села. Підкова означає щастя і землеробство. Зелений колір уособлює Поліську землю.
Рішенням сесії Мирненської сільської ради за № 97 від 10 жовтня 2003 року були затверджені герб та прапор села, авторами проектів яких виступили Л. Коваль та Ю. Терлецький.

## Географія
У 1906 році — село Печалівка Підлужанської волості Рівненського повіту Волинської губернії. Відстань від повітового міста 50 верст, від волості 11. Дворів 168, мешканців 1232.
Після підписання Ризького мирного договору 1921 року село Печалівка відійшло до Речі Посполитої. Тоді село було поділене на дві частини. У північній частині села, яку називали «Пілсудчина» мешкали поляки, тобто, землі, що Пілсудський наділяв польським офіцерам та солдатам. В іншій частині мешкали українці. Межею між польською та українською частинами села слугували канава та ставок, над якими було споруджено дерев'яний міст.
У 1920-х роках польський уряд побудував на околицях села смугу бетонних оборонних укріплень, які місцеве населення називає бони. Вони збереглися й дотепер. У 1935 році в селі було збудоване велике просторе приміщення, у якому мав розміститися шпиталь, але 1937 року тут відкрили семирічну школу, спільну для українців та поляків. Навчання проводилося польською мовою.
Початок другої світової війни 1939 року в історії Печалівки збігся із завершенням польського періоду. На територію Західної України 1939 року прийшли війська Червоної Армії, відбулося так зване возз'єднання західноукраїнських земель з Радянською Україною. Спочатку було все добре і багато людей насправді повірили, що ці привітні й прості вояки визволили їх від соціального та національного гніту. Та їх радість була передчасною. Разом з радянськими військовими частинами до села увійшов й підрозділ НКВС. Через надумані звинувачення органами НКВС було засуджено та відправлено на поселення до Сибіру цілі родини польських осадників.
20 лютого 1940 року, напередодні святкування дня Радянської Армії, у Печалівці створено колгосп ім. Червоної Армії. Першим головою колгоспу було обрано Пилипа Івановича Русака. На початках колгосп об'єднав усього 13 домогосподарств, а вже у березні 1941 року туди вступило 160. В користування новоствореного колгоспу держава передала 700 га «націоналізованих» осадницьких земель. Колгосп зростав, але війна обірвала мирну працю. Колгосп припинив своє існування.

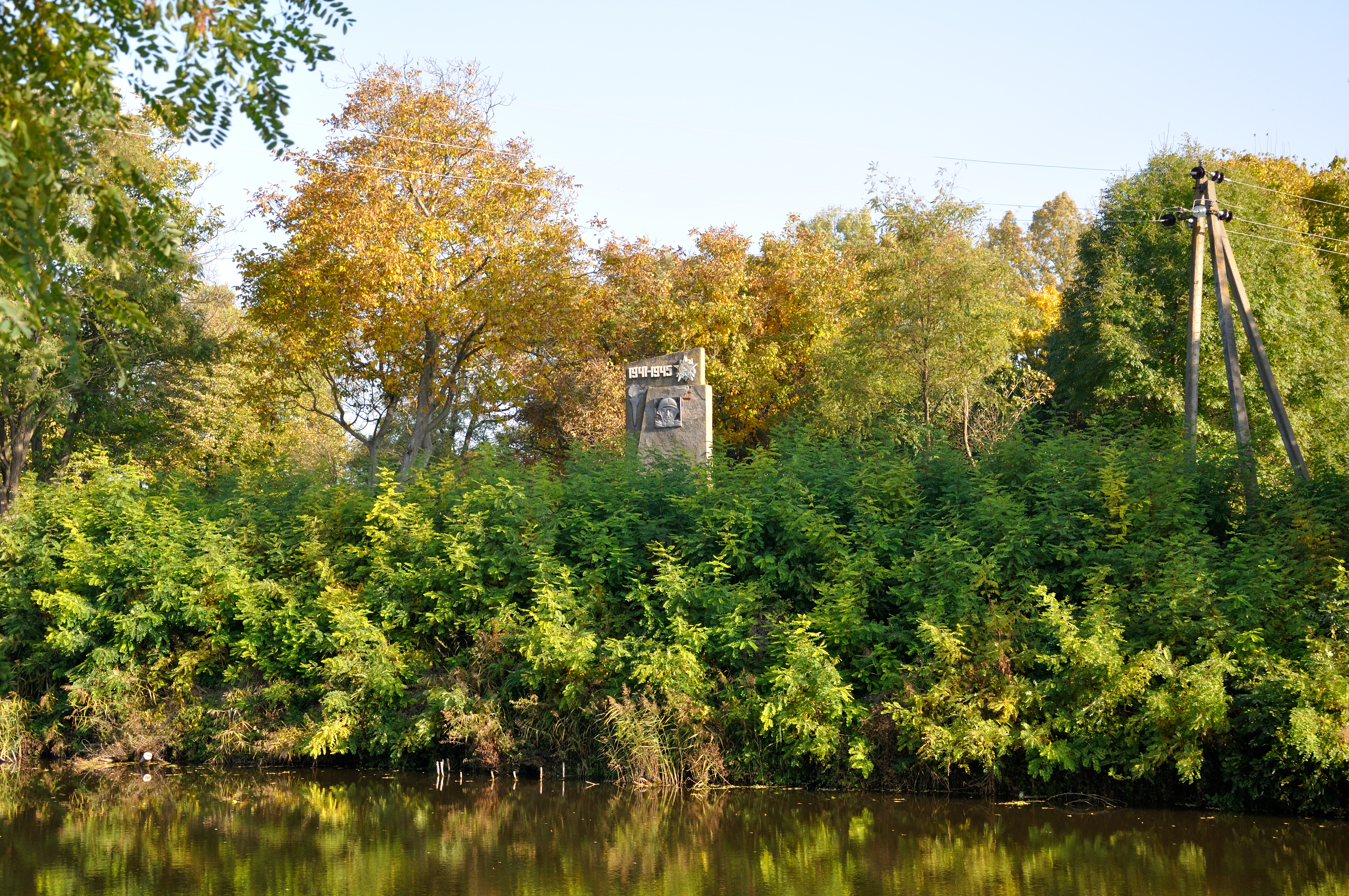
Пам'ятник воїнам-односельцям, що загинули у німецько-радянській війні 1941 — 1945 років

22 червня 1941 року розпочалася німецько-радянська війна та вже наприкінці червня того ж року село було окуповане німецькими військами. Того ж року на теренах краю були створені перші українські збройні формування, які з жовтня 1942 року організувалися в УПА. У січні 1944 року, у результаті Рівненсько-Луцької операції, проведеної 13-ою та 60-ою арміями 1-го Українського фронту під командуванням генерала армії Миколи Ватутіна за підтримки великих партизанських з'єднань, зокрема, партизанського з'єднання під командуванням генерал-майора військ НКВС Олександра Сабурова, Печалівку було звільнено. Близько 120 місцевих мешканців брало участь у бойових діях у лавах Червоної армії, з яких 72 — загинули. Також у визвольних змаганнях за свободу та незалежність України у лавах УПА брали участь 122 печалівців, з цього числа: 37 — загинули, а 50 — репресовані.

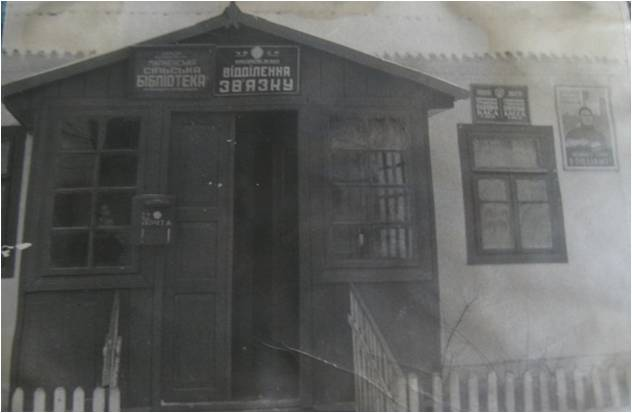
Відділення зв'язку і сільська бібліотека с. Мирне

Після закінчення війни життя в селі почалося налогоджуватися. 12 березня 1946 року відновив діяльність колгосп ім. Червоної Армії, головою якого обрано Григорія Пилиповича Мишкевича. У 1947 році було відкрито сільський клуб та бібліотеку. У 1948 році на території Печалівки створено ще один колгосп ім. К. Ворошилова, 1950 року обидва колгоспи були об'єднані в одне господарство — колгосп ім. Й. Сталіна. Головою колгоспу обрано Івана Яковича Омельяненка. У 1961 році колгосп перейменовано на честь XXII з'їзду КПРС, який того року проходив у Москві. Наступного року колгосп ім. XXII з'їзду КПРС очолив Іван Антонович Кухарчук.
1963 року Президія Верховної ради УРСР схвалила пропозицію мешканців про перейменування села Печалівка у село Мирне. 1967 року в селі споруджено Будинок культури, а також відкрито відділення ощадкаси, сільську дільничну лікарню з пологовим відділенням, аптеку, телефонну станцію, відділення поштового зв'язку, молочну кухню, магазини продовольчих та промислових товарів, комбінат побутового обслуговування.
У 1963 — 1965 роках головою Мирненської сільської ради була Кухарська Олександра, а потім вона понад десять років очолювала городню бригаду колгоспу.

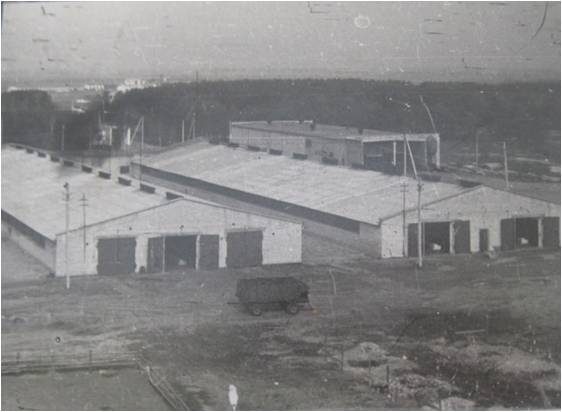
Молочно-тваринницький комплекс с. Мирне

1980 року в колгоспі ім. XXII з'їзду КПРС вже налічувалося 4 858 га землі. Помітно зросла матеріально-технічна база господарства. Споруджено механізований зерносклад та склад для зберігання насіння, комбікормовий цех, майстерню по ремонту сільськогосподарської техніки, склад мінеральних добрив, картоплесховище, три ангари для зберігання сіна та молочно-тваринницький комплекс. Передовики соціалістичного змагання — колгоспники Кухарська Олександра, Дєдік Федір, Колодій Іван, Толочик Кулина, Барабаш Данило були нагороджені орденом Леніна.
В березні 1994 року колгосп ім. XXII з'їзду КПРС змінив свою назву на колективне сільськогосподарське підприємство «Мир», але через брак фінансування з боку держави, воно поступово почало занепадати. Всі виробничі показники пішли різко донизу. На початку квітня 2000 року КСП «Мир» було реформовано в сільськогосподарський виробничий кооператив «Мир», співзасновниками якого стали Дмитрук Володимир, Цикун Олександр. Станом на 1 січня 2002 року у СВК «Мир» працювало 343 особи. 25 червня 2003 року СВК «Мир» змінило форму власності на приватне сільськогосподарське підприємство «Мирне», яке очолив Олександр Олександрович Цикун. Підприємство спеціалізувалося на розведенні великої рогатої худоби. Станом на 21 січня 2019 року підприємство припинило свою діяльність.

## Населення

### Мова
Розподіл населення за рідною мовою за даними перепису 2001 року:
| Мова            | Кількість | Відсоток |
| --------------- | --------- | -------- |
| українська      | 1411      | 99.16%   |
| російська       | 10        | 0.70%    |
| білоруська      | 1         | 0.07%    |
| інші/не вказали | 1         | 0.07%    |
| Усього          | 1423      | 100%     |

## Освіта
До початку 2018 року в селі працювала Мирненська загальноосвітня школа І-ІІІ ступенів Костопільської районної ради (директор Степанюк Юлія Вікторівна), що була підпорядкована Костопільській райраді, але після об'єднання Мирненської та Малолюбашанської сільських рад в одну ОТГ наприкінці 2017 року змінився й тип навчального закладу. Від 30 січня 2018 року місцева школа стала Мирненським ліцеєм Малолюбашанської сільської ради Костопільського району, натомість директором залишилася Степанюк Ю. В. Для найменших мешканців села працює Мирненський заклад дошкільної освіти «Журавлик-2» Малолюбашанської сільської ради Костопільського району (завідувачка Голиш Наталія Миколаївна).

### Шкільництво: історія та сучасність

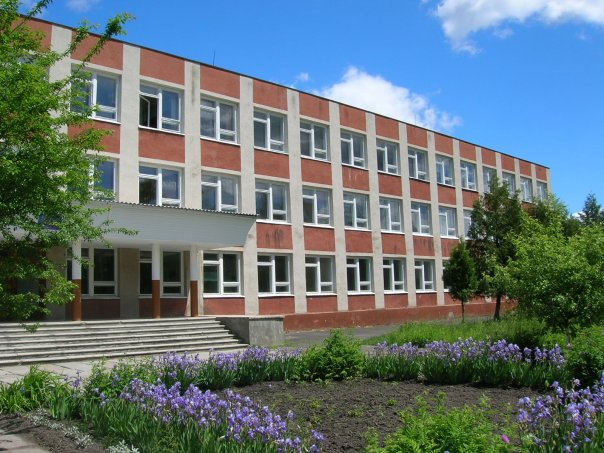
Будівля Мирненського ліцею

На межі ХІХ — ХХ століть у Печалівці працювала церковно-парафіяльна школа, у якій усього двоє вчителів навчали 100 дітей. Одним з них був П. Гирко, якого за активну участь в громадсько-просвітницькій роботі школи, було звільнено з роботи та вислано в північні райони. До революційних подій жовтня 1917 року в селі, серед місцевих мешканців, було лише двоє селян, що мали середню освіту — П. Драганчук та М. Кур'ята.
У 1930-х роках в селі діяла польська початкова школа, що на той час містилася в приміщенні теперішнього кіноклубу. Навчалося в школі 50 учнів, а навчання проводилось у дві зміни і спочатку велося лише польською мовою. Вчителями було подружжя Стоцьких. Згодом вчителька Барбара Стоцька добилася, щоби навчання у першому класі проводилося ще й українською мовою. Тоді ж до сільської школи було прислано ще двох вчителів — Стебу та Грабаля. Подружжя Стоцьких власних дітей не мало, але дбали про інших. Барбара Стоцька, бачачи, що приміщення діючої школи для такої кількості дітей є замалим та затісним, тоді з власних заощаджень виділила кошти, які передала братам Драганчукам на спорудження будинку, частина якого призначалася для потреб школи. 1934 року орендоване ще одне приміщення — в хаті Салівончука Опанаса і тоді з'явилася можливість поділити класи. З Польщі приїхали ще дві вчительки — Анна Закшевська та Емілія Мацієва. Навчання повністю з усіх предметів велося польською мовою.

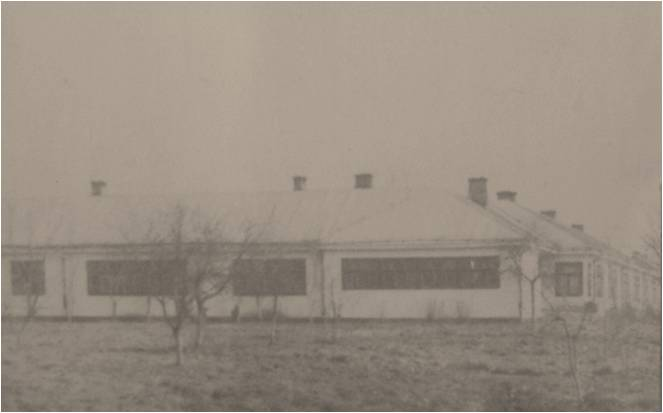
Печалівська семирічна школа (світлина 1937 року)

Для польських дітей діяла окрема школа, що знаходилася в одній з хат в урочищі Політовці. У 1935 році місцеві поляки розпочали будівництво нової великої будівлі школи, у якій також мав міститися й шпиталь. У 1937 році тут було завершене будівництво та відкрито семирічну школу. На той час вона була однією з двох шкіл у повіті та мала назву «Початкова семикласна школа», що була спільною для польських і українських дітей. Директором школи був Євгеніуш Римарчик. З Варшави були прислані вчителі, які проводили навчання повністю польською мовою.

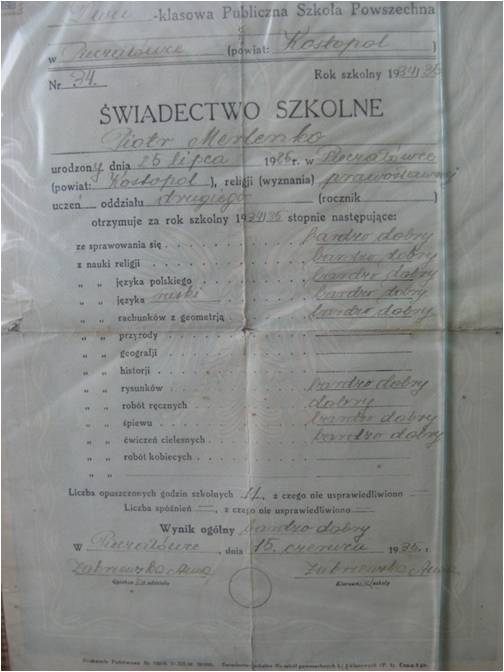
Свідоцтво про закінчення семирічної школи Мерленка Петра (1935 рік)

У 1938 році свідоцтво про закінчення семирічної школи отримало 8 українських дітей, серед них, Ніна Дмитрук, Іван Омелянчук, Олександра Коваль та інші. Восени 1939 року з приходом радянської влади прийшла і реорганізація школи, навчання велося лише українською мовою. У 1940 році відбувся перший випуск семирічної школи. Серед випускників були Яків Русак, Пилип Захарчук, Андрій Гаврилюк.

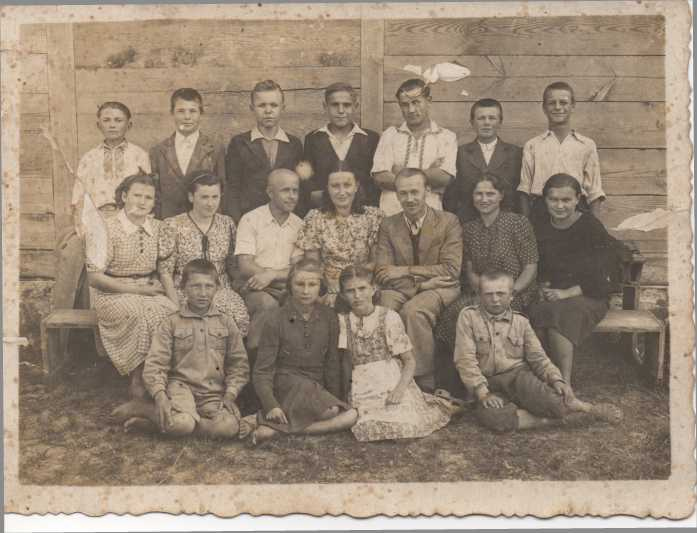
Перший випуск Печалівської семирічної школи (1940 рік)

Під час німецько-радянської війни село знаходилося під німецькою окупацією і навчання в школі було припинено. У 1942 році почалася епідемія тифу, то в одній частині шкільних приміщень розмістився військовий шпиталь, а іншу відведено під стайню.
1944 року село звільнено з-під німецької окупації. У школі відновлено навчальний процес, а також створено вечірню школу для робітничої молоді. Першими повоєнними директорами школи були Новак Людвік та Миколайчик Володимир. При школі відкрито курси з ліквідації неписьменності. Культармійцями з ліквідації неписьменності були учні старших класів — Коваль К. П., Григор'єва Р. І., Мишкевич В. Г., Турчина К. О., Карповець О. А., Кузько М. І. та інші. У 1954 році відбувся перший повоєнний випуск середньої школи. Серед випускників були В. Салівончук, А. Касянчук, М. Поліщук, М. Мельничук та інші. Вчителями були — Хуснудінова Н. Х., Шевченко Я. В.
Протягом січня 1973 — листопада 1976 року, у центрі села, на кошти колгоспу ім. ХХІІ з'їзду КПРС (голова Кухарчук І. А.), споруджено триповерхову будівлю нової школи. У новозбудованій школі містилося 17 класних кімнат на 540 місць, актова зала, їдальня на 100 місць, майстерня та спортивний зал. У 1976 — 1986 роках директором школи був Якобчук Анатолій Прокопович. В цей час у школі налічувалося 16 одиниць техніки (2 вантажні машини, автобус, грейдер). Школа готувала трактористів-машиністів широкого профілю, а також була забезпечена кіноапаратурою, швейними машинами. У школі працював табір праці та відпочинку для учнів старших класів.
У 1986—2002 роках директором школи був Шолодько Віталій Антонович. За сприянням Чмира Віктора Івановича школі створено Зал бойової і трудової слави. Належне місце займало поглиблене вивчення образотворчого мистецтва, створено кабінет естетики. За керівництва Шолодька В. А. у школі була запроваджена десятибальну систему оцінювання знань та вмінь учнів. Для відпочинку вчителів було створено кімнату психологічного розвантаження. При бібліотеці працювала читальна зала.
У 2002—2005 роках директором школи був Фесюк Володимир Іванович. У школі введено природничий профіль навчання з екологічним напрямком та створено еколого-краєзнавчий центр «Ойкумена» і картинну галерею, у якій експонуються картини місцевих художників. Для підвищення фахового рівня вчителів у школі діє методичний кабінет. Значна увага приділяється дослідженню історії рідного краю, його традицій та культури, вивчення становлення освіти на селі. Створено історико-краєзнавчий центр «Берегиня» та виховний центр «Історія школи».
У 2005—2014 роках директором школи була Ширшун Ірина Миколаївна, від 2014 року до 24 жовтня 2017 року — Фесюк Олена Василівна, протягом 24 жовтня — 22 листопада 2017 року — Кишман Ніна Леонідівна, а від 22 листопада 2017 року школою керує Степанюк Юлія Вікторівна. Від 30 січня 2018 року школа стала ліцеєм, яким продовжує керувати директор колишньої Мирненської ЗОШ Степанюк Ю. В. Станом на кінець січня 2019 року у Мирненському ліцеї навчається 147 дітей.

## Культура і традиції

### Мирненська публічно-шкільна бібліотека-філіал

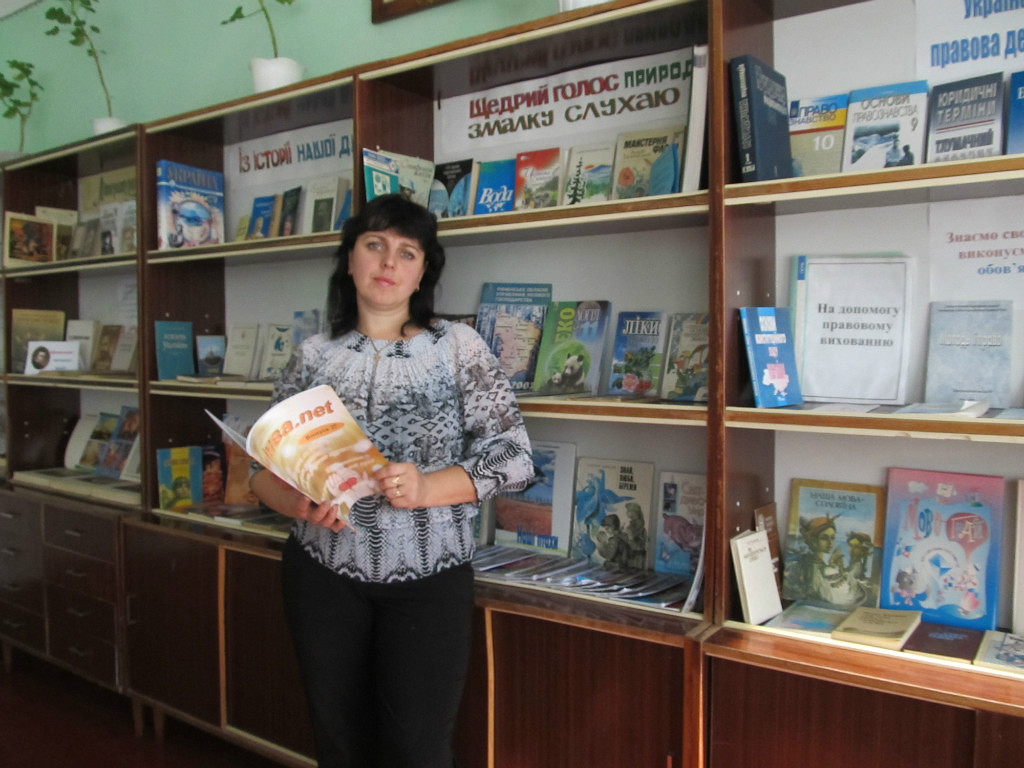
Драганчук Руслана — бібліотекар Мирненської публічно-шкільної бібліотеки

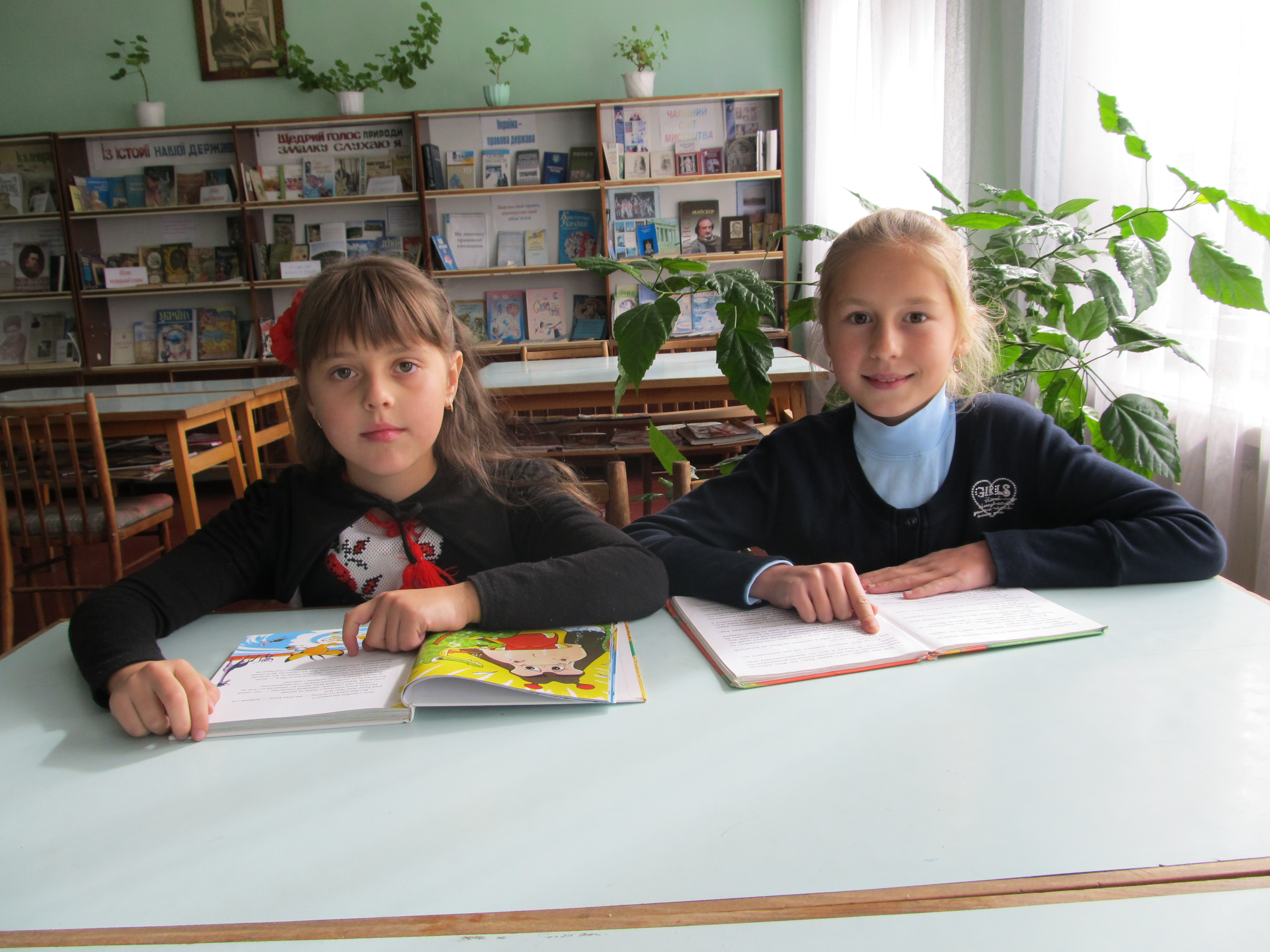
Читачі Мирненської публічно-шкільної бібліотеки

Від 1937 року в селі Печалівка працювала хата — читальня, у якій на громадських засадах проводив роботу І. О. Мельничук. Молодь збирала кошти, наймали зал у поляка Царука для забав, а у хаті — читальні організовували гуртки художньої самодіяльності: хор, драматичний та вокальний гуртки, троїсті музики. Гурт учасників називався  «Польське коло младєжи».
Після війни у 1947 році відкрито сільський клуб та бібліотеку, остання — в хаті  Драганчука Ульяна. Станом на 1 січня 1950 року, бібліотечний фонд нараховував 949 примірників книг, читачів обслужено 196, книговидача становила 7003 примірники. 1967 року побудований Будинок культури куди було перенесено сільську бібліотеку.
Протягом усього часу існування сільської бібліотеки нею завідували:
- 1947 рік — Мельниченко Мотрона Юхимівна;
- 1948 рік — Мельничук Опанас Онисимович;
- 1955 рік — Толочик Віра Самсонівна;
- 1956 рік — Борейчук Софія Вікторівна;
- 1957 рік — Силиєнко Валентина Григорівна;
- 1959 рік — Коцюрко Володимир Семенович;
- 1966 рік — Довгалюк Галина Гордіївна, Мельничук Валентина Іванівна;
- 1971 рік — Коваль Катерина Опанасівна;
- від 2013 року — Драганчук Руслана Ярославівна.

У 1975 році Мирненська сільська бібліотека увійшла до складу Костопільської ЦБС. 1998 року внаслідок реорганізації відбулося об'єднання шкільної та сільської бібліотек та утворення Мирненської публічно-шкільної бібліотеки з книжковим фондом 23 693 книги для 525 читачів. Бібліотека знаходиться у приміщенні місцевого ліцею.

## Пам'ятки, пам'ятники
- Свято-Миколаївська церква (1905).

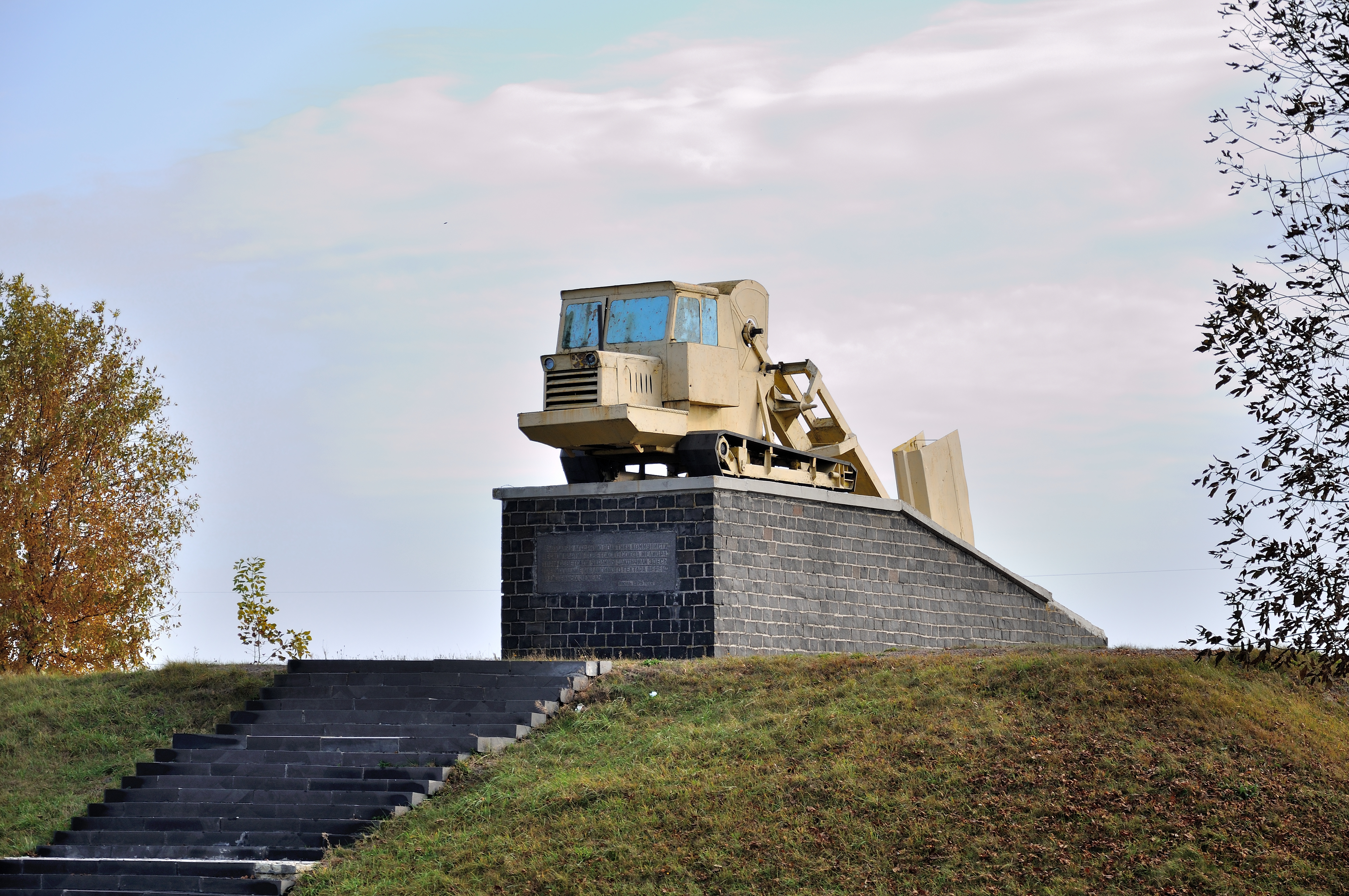
Пам'ятник меліораторам на честь освоєння мільйонного гектара осушених земель в Україні

- Пам'ятник меліораторам, на честь освоєння мільйонного гектара осушених земель на Україні, встановлений у липні 1979 року поблизу села та являє собою розташований на постаменті екскаватор-дреноукладчик ЭТЦ-202.
- Пам'ятник воїнам-односельцям, що загинули у німецько-радянській війні 1941—1945 років.

## Відомі люди

### Учасники (ветерани) німецько-радянської війни
- Кухарський Андрій Омелянович (нар. 1914). Призваний на військову службу 25 січня 1944 року. Рядовий, артилерійський їздовий батареї 76-мм гармат 384-го стрілецького полку 157-ї стрілецької Неманської орденів Суворова i Кутузова дивізії 5-ї Армії 3-го Білоруського фронту. Брав участь у боях по звільненню Білорусії та країн Балтії, у Східно-Прусській наступальній операції та учасник війни з Японією. Нагороджений орденами «Червоної зірки» та «Вітчизняної війни ІІ ступеня», а також медалями «За перемогу над Німеччиною», «За взяття Кенігсберга», «За перемогу над Японією», «25 років перемоги в Великій Вітчизняній війні».
- Мерленко Петро Опанасович (1925, с. Печалівка — 1997). Призваний на військову службу 20 травня 1944 року. Воював у складі 102-ї стрілецької дивізії 228-го гвардійського стрілецького полку Карельського фронту у боях під час Петсамо-Кіркенеської операції по звільненню Крайньої Півночі. Брав участь у Берлінській операції у складі 2-ї ударної армії 2-го Білоруського фронту під час захоплення острова Рюген. Після закінчення війни продовжив службу у лавах радянської армії у складі групи радянських військ у Німеччині до 7 травня 1950 року. У повоєнні роки працював на Костопільському домобудівному комбінаті. Нагороджений орденом Вітчизняної війни ІІ ступеня, медалями — «За відвагу», «За оборону Радянського Заполяр'я», «За перемогу над Німеччиною», «20 років перемоги у Великій Вітчизняній війні 1941 — 1945 років», «30 років Радянській Армії та Флоту», «50 років Збройних Сил СРСР», «70 років Збройних Сил СРСР».
- Толочик Григорій Іванович (нар. 1921, с. Печалівка). Мобілізований 3 березня 1944 року. Гвардії рядовий, розвідник взводу пішої розвідки 221-го Гвардійського стрілецького Червонопрапорного ордена Суворова полку 77-ї Гвардійської стрілецької Чернігівської Ордена Леніна Червонопрапорної ордена Суворова дивізії 61-ї Армії 1-го Білоруського фронту. Поранений 6 лютого 1945 року. Нагороджений орденом «Червона зірка» та медалями — «За відвагу» (двічі), «За визволення Варшави», «За взяття Берліна», «За перемогу над Німеччиною».

### Учасники національно-визвольного руху
На території даної місцевості діяли військові формування ОУН-УПА, у лавах яких воювали й печалівці. Так, 1943 року у боєзіткненнях з підрозділами Вермахту загинули або ж були розстріляні за вироком німецької окупаційної влади місцеві мешканці Драганчук Андрій Уліянович, Шрамко Петро Іванович, Федорець Гнат Євстахович та багато інших. Десятки родин як «вороги народу» були вивезені до Сибіру.

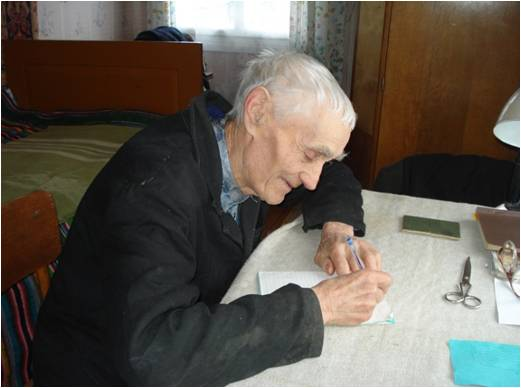
Іван Дмитрук працює над мемуарами для нащадків

Одним з них був мешканець села Іван Васильович Дмитрук. Народився він в селянській родині — Василя та Федори Дмитруків. 1933 року пішов до першого класу початкової школи, де навчання проводилося на польській мові. Лише раз на тиждень відвідував українську недільну школу при місцевій церкві. 1937 року пішов до новозбудованої школи і відвідував її доки не розпочалася німецько-радянська війна. 1941 року село окуповане німцями. В перші дні окупації вийшов наказ окупаційної влади про закриття шкіл. 1943 року Іван Дмитрук потрапив до числа тих добровольців села, що проходили військову підготовку за сприяння підпільної, на той час, організації — ОУН-УПА. По закінченні навчання, із серпня до жовтня 1944 року Іван Васильович був зв'язковим, мав псевдо — «Дзвін». Коли в село увійшла Червона армія, то його було заарештовано та передано до штабу підрозділу НКВС, що знаходився тоді на території сучасного медучилища. Після тривалих тортур, Івана, як ворога Радянської влади, відправили до Рівненської в'язниці, згодом — до Лук'янівської в'язниці у Києві, де він пробув 3 місяці. 1945 року 17-річного Івана Дмитрука, як «зрадника» радянської батьківщини, «буржуазного націоналіста», засуджено військовим трибуналом до найвищої міри покарання — розстріл. Але зважаючи на вік, покарання замінили 20-літнім засланням на каторжні роботи до Сибіру. Витримавши усі тюремні знущання протягом усього терміну заслання аж до свого звільнення, котре відбулося 13 липня 1955 року. Після заслання повернувся до рідного села. Тривалий час працював на Костопільському домобудівному комбінаті. Помер Іван Дмитрук у 2014 році.

### Митці
Також село Мирне, славиться талановитими, серед яких, Никифор Коваль, Стах Дмитрук, Іван Ходоровський, Петро Пінчук, Василь Голиш, Ірина Ширшун та багато інших. Роботи цих майстрів дали початок шкільній картинній галереї. Тридцять п'ять найкращих полотен прикрашають Мирненську ЗОШ.
- Никифор Коваль (1909, с. Печалівка — 1941) — художник. Картини Никифора Коваля у 1930-х роках виставлялись на Українських мистецьких виставках у Львові. Напередодні початку німецько-радянської війни, 11 квітня 1941 року, Никифор Коваль був призваний до лав Червоноі Армії. Війну зустрів у селищі Цумань на Волині, де проходив військову службу в 7-му Окремому інженерно-аэродромному батальйоні. У складі батальйону з боями проривався на схід. Батальйон, де служив Никифор, у боях зазнав важких втрат та у листопаді-грудні 1941 року був розформованний. Рядовий Н. I. Коваль від липня 1941 року вважається зниклим безвісти. Подальша доля художника не відома. На жаль, понад 90 відсотків картин Никифора Коваля, були втрачені під час війни. На даний час дві картини Никифора Коваля — «Автопортрет Никифора Коваля» (1936; Фанера, олія; 95,5×66,5) та «Мати з дітьми» (1935; Полотно, олія; 125×80) зберігаються у Національному музеї у Львові імені Андрея Шептицького. Сюди вони надійшли у 1940 році з музею Наукового Товариства Шевченка у Львові (нині — Музей етнографії та художнього промислу Інституту народознавства НАН України у Львові). Ще два твори Никифора Коваля — картина «Українська дівчина ворожить на Івана Купала» (Полотно, олія) та здвоєний автопортрет Н. Коваля перед дзеркалом (Полотно, олія) збереглися в одній з приватних колекцій. Збереглася й батьківська хата, де народився та мешкав до війни художник Никифор Коваль. Її було конфісковано радянською владою у 1945 році через те, що брат Никифора Павло та сестра Єлизавета брали участь в формуваннях УПА, і лише у 1975 році, за рішенням суду, була повернута законній власниці — сестрі художника Єлизаветі.
- Петро Пінчук — художник, режисер-постановник, лялькар.

Найбільш поширеними ремеслами нашого села є ткацтво й вишивка. На спеціальних домашніх верстатах ткали радюги, рядна, шматуни, полотно для пошиття спідньої білизни, рушники, килими. У середині ХІХ століття ткацький верстат можна було зустріти майже у кожній хаті. У наш час це дуже велика рідкість, але в селі є власні майстрині ткацької справи — Борейчук Антоніна та Яновська Валентина. Одним із найулюбленіших видів народної творчості мирнівчан є вишивка. У своїх бабусь та мам навчалися майстерно володіти голкою, підбирати гамму кольорів, передавати власні думки та почуття на полотні мирнівські вишивальниці — Парфенюк Валентина, Голиш Зоя та Ширшун Євгенія.
Відоме всьому селу ім'я майстра по дереву та металу Василя Голиша. У багатьох оселях є вироби — карнизи, корзини, столярні вироби, виготовлені руками умільця. В селі у пошані роботи майстрів — столярів Сенчука Григорія, Толочика Анатолія та бляхаря Голиша Петра, а також роботи майстрів декоративного розпису по дереву і випалювання лобзиком Ширшун Ірини, Басюк Наталії.

### Інші відомі люди
- Кухарська Олександра Климівна — українська радянська трактористка. Депутат Верховної Ради УРСР 3—5-го скликань (з 1951 по 1963 роки).

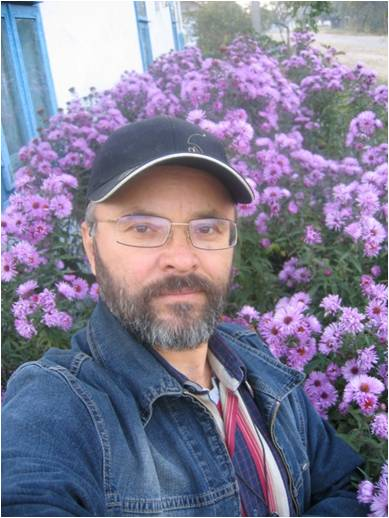
Петро Пінчук
Ткалі — Яновська В. К., Борейчук А. Ю. (2013 рік)

## Церковне життя

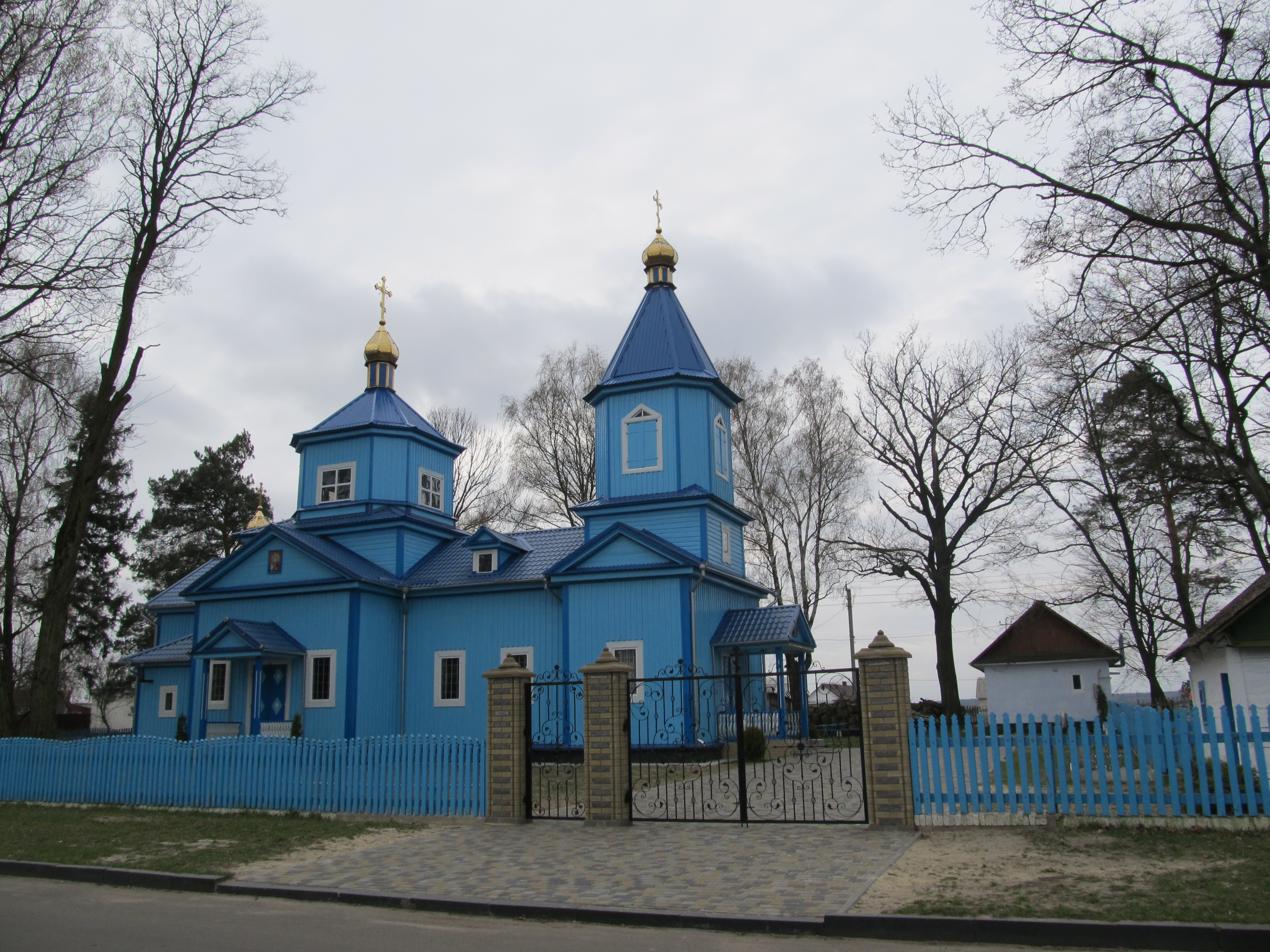
Свято-Миколаївська церква (світлина 2015 року)

На початку ХХ століття в селі проведено зібрання місцевих мешканців, на якій було вирішено побудувати церкву. Фундаторами будівництва церкви стали Іоана Мишкевич та брати Пилип і Вакула Ковалі. За переказами старожилів, дерево на будівництво церкви возили волами аж з Біловезької пущі (сучасна Білорусь). Будівництво церкви розпочалося у 1900 році, а навесні 1905 року її було освячено на честь Святителя і Чудотворця Миколая. Командир царського полку, що квартирував у Мишкевича, подарував Іонові хоругву з іконою святого Миколая. Цю хоругву Іон згодом передав церкві, де вона зберігається й дотепер. Першими парохами були о. Іван та о. Павло Головинські. Згодом, майже 30 років, службу Божу у церкві правив о. Сидір Захожий, а по ньому — о.  Деркач, о. Дмитро Шекель, о. Данило Джус, а від 1991 року й дотепер службу править о. Сергій Солодчук. Нині церква належить релігійній громаді Свято-Миколаївської парафії Сарненської єпархії УПЦ МП.
Храм є хрещатим у плані, з дзвіницею у західній частині. Прості прямокутні форми всіх без винятку елементів будівлі (центрального намету, зрубів, віконних отворів тощо), а також відсутність характерного для кінця XIX — початку XX століття декору свідчать про глибокий вплив на авторів проекту прогресивних традицій народного дерев'яного будівництва. Мирненський храм є пам'яткою архітектури дерев'яного зодчества початку ХХ століття та охороняється законом України.
Поряд з церквою знаходиться старий сільський цвинтар, на якому збереглося декілька поховань, датованих ХІХ століттям. Тут є поховання панів Рибчинських (1842—1902 років), надгробки на яких виконано у характерних для ХІХ століття стилях — історичного еклектизму та класицизму. У 1973 році за селом відкрито новий цвинтар.